# Handball Club Visé Basse Meuse
Maillots
Dernière mise à jour : 31 mars 2024.
Le Handball Club Visé Basse-Meuse, abrégé en HC Visé BM est un club de handball, situé à Visé dans la Province de Liège.
Après avoir longtemps évolué dans les basses divisions, le club devient un acteur incontournable du handball walon dans les années 2010, puis belge dans les années 2020. En 2024, le club compte un titre de champion de Belgique, une Coupe de Belgique ainsi qu'une BeNe League.
Porteur du matricule 89, le club est affilié à la LFH. Visé évolue au Hall omnisports de Visé, une infrastructure qu'il partage avec le Fémina Visé.

## Histoire

### 1921-1960: L'apparition du handball à Visé
Le handball apparaît en Belgique dans les années 1920. Importé par Jules Devlieger des Olympiades ouvrières de Prague, ce sport connut durant l'entre-deux-guerres un réel engouement en région liégeoise. Il faudra attendre toutefois la fin du second conflit pour jeter les bases de la création du club de Visé. En 1954, deux professeurs d'éducation physique, M. Piedboeuf et M. Bollen, introduise cette discipline à l'Athénée de Visé. Face au succès de ce nouveau sport, d'anciens élèves décident de constituer un club : l'Amicale Visé.

### Depuis 2010: L'ère Hoge
Après avoir longtemps évolué les basses divisions, le club devient un acteur incontournable du handball belge dans les années 2010.
Le président Hoge construit une équipe de plus en plus compétitive et vise une ascension en première division. En travaillant avec Pedrag Dosen, il parviendra à y installer l'équipe de manière durable à partir de la saison 2011-2012. Ils découvriront l'Europe ce qui amènera un plus dans l'expérience de l'équipe.
Après 4 années de collaboration, le président donne l'équipe à Korneel Douven qui vient de remporter la Coupe de Belgique avec l'Initia Hasselt.
Avec lui, l'équipe va encore grandir et atteindre plus régulièrement les premières places des différentes compétitions. 
En juin 2022, 30 ans après le HC Herstal, dernier club francophone, et 19 après le HC Eynatten, dernier club wallon à l'avoir remporté, le HC Visé décroche le titre de champion de Belgique face à Bocholt après deux prolongations et tirs au but. Ce sera le dernier match de l'équipe de Bénéleague sous les commandes de Douven qui quittera le club pour rejoindre le Sporting Pelt.
Le président se tourne alors vers Thomas Cauwenberghs. Arrivé au club en 2020 après sa carrière de joueur professionnel en France, le Flémallois d'origine était l'adjoint de Douven lors des deux dernières saisons (après le départ de Pieter Van Loo). Le jeune entraîneur reprend l'équipe qui voit le départ de joueurs très expérimentés (Cusumano, Danesi, Kedziora, Carvalhais) et travail autour de jeunes joueurs à potentiel. En s'engageant avec le club comme entraîneur principal, celui-ci dira à l'ensemble du comité : Donnez-moi 3 ans !
En janvier 2024, Visé écarte Bocholt en 1/2 finale de Coupe de Belgique. Annoncé comme favori par les observateurs, le HC Visé BM tiendra son rang et parvient à remporter sa toute première Coupe de Belgique à Hasselt dans une salle comble face au KTSV Eupen 1889 sur le score de 30-34.
Après une saison en Beneleague très aboutie, l'équipe termine à une très belle deuxième place de la compétition régulière. Elle dispute sa demi finale (Aller-Retour) face aux très expérimentés Limburg Lions. Après une défaite sur le plus petit écart au match aller (26-25) à Sittard, l'équipe renverse la situation et s'impose dans un Hall Omnisports de Visé en ébullition au match retour sur le score de 30-28.
15 jours plus tard et une semaine après sa victoire en Coupe de Belgique, Le HC Visé BM se déplace à Bocholt pour y disputer la deuxième finale de son histoire en Beneleague. Dans une finale à haute intensité, l'équipe s'impose lors de la finale du Final4 de la BeNe League à la dernière seconde face au Handbal Sezoens Achilles Bocholt sur le score de 24-25. Elle glane son premier titre dans la compétition belgo-hollandaise, réalise son premier doublé et devient par la même occasion la première équipe francophone à s'imposer dans cette League. Arthur Hoge dira dans le journal : C'est une propagande pour le handball francophone !

### Palmarès
| Compétitions internationales                                  | Compétitions nationales |
| - BeNe League (1) - Vainqueur : 2024 - Finaliste : 2019, 2025 | - Championnat de Belgique (2) - Vainqueur : 2022, 2025 - Finaliste : 2019 - Coupe de Belgique (1) - Vainqueur : 2024 - Finaliste : 2014, 2018, 2020 |

### Palmarès individuels
| Handballeur de l'année |
| - 2023 Yves Vancosen   |

### Records
Le HC Visé BM :
- fut deux fois Champion de Belgique.
- fut quatre fois finaliste de la Coupe de Belgique.
- est le sixième club limbourgeois à avoir remporté le Championnat de Belgique.
- joua 28 matchs en Coupe d'Europe pour sept campagnes.
- remporta 14 matchs en Coupe d'Europe pour sept qualifications au tour suivant.

### Parcours
| Division              | nombres de saisons | Saisons |
| --------------------- | ------------------ | --- |
| Super Handball League | 8                  | 2016/2017, 2017/2018, 2018/2019, 2019/2020, 2021/2022, 2022/2023, 2023/2024 2024/2025 |
| Division 1            | 19                 | 2001/2002, 2002/2003, 2003/2004, 2004/2005, 2005/2006, 2007/2008, 2008/2009, 2011/2012, 2012/2013, 2013/2014, 2014/2015, 2015/2016, 2016/2017, 2017/2018, 2018/2019, 2021/2022, 2022/2023, 2023/2024, 2024/2025 |

| Saison    | Niveau           | Division             | Rang             | Coupe            | Europe               |                  |
| --------- | ---------------- | -------------------- | ---------------- | ---------------- | -------------------- | ---------------- |
| 1960-1988 | Résultat inconnu | Résultat inconnu     | Résultat inconnu | Résultat inconnu | Résultat inconnu     | Résultat inconnu |
| ...       | Résultat inconnu | Résultat inconnu     | Résultat inconnu | Résultat inconnu | Résultat inconnu     | Résultat inconnu |
| 1988-1989 | 3                | Division 3 LFH       | ?                | ?                | -                    |                  |
| 1989-1990 | 3                | Division 3 LFH       | ?                | ?                | -                    |                  |
| 1990-1991 | 4                | Promotion Liège      | ?                | -                |                      |                  |
| 1991-1992 | 4                | Promotion Liège      | ?                | -                |                      |                  |
| 1992-1993 | 4                | Promotion Liège      | 4e               | -                | -                    |                  |
| 1993-1994 | 4                | Promotion Liège      | ?                | -                | -                    |                  |
| 1994-1995 | 4                | Promotion Liège      | ?                | -                |                      |                  |
| 1995-1996 | 4                | Promotion Liège      | 2e               | -                |                      |                  |
| 1996-1997 | 4                | Promotion Liège      | 1er              | -                |                      |                  |
| 1997-1998 | 3                | Division 3 LFH       | 3e               | ?                | -                    |                  |
| 1998-1999 | 3                | Division 3           | 2e               | ?                | -                    |                  |
| 1999-2000 | 3                | Division 2           | 2e               | ?                | -                    |                  |
| 2000-2001 | 2                | Division 2           | 1er              | ?                | -                    |                  |
| 2001-2002 | 1                | Division d'Honneur   | 9e               | ?                | -                    |                  |
| 2002-2003 | 1                | Division d'Honneur   | 8e               | ?                | -                    |                  |
| 2003-2004 | 1                | Division d'Honneur   | 6e               | ?                | -                    |                  |
| 2004-2005 | 1                | Division d'Honneur   | 6e               | 1/4 de finale    | -                    |                  |
| 2005-2006 | 1                | Division d'Honneur   | 10e              | 1/8 de finale    | -                    |                  |
| 2006-2007 | 2                | Division 1           | 1re              |                  | -                    |                  |
| 2007-2008 | 1                | Division d'Honneur   | 9e               | ?                | -                    |                  |
| 2008-2009 | 1                | Division d'Honneur   | 10e              | ?                | -                    |                  |
| 2009-2010 | 2                | Division 2           | 3e               | ?                | -                    |                  |
| 2010-2011 | 2                | Division 2           | 1er              | ?                | -                    |                  |
| 2011-2012 | 1                | Division 1           | 6e               | ?                | -                    |                  |
| 2012-2013 | 1                | Division 1           | 6e               | 1/8 de finale    | -                    |                  |
| 2013-2014 | 1                | Division 1           | 6e               | Finale           | -                    |                  |
| 2014-2015 | 1                | Division 1           | 5e               | 1/4 de finale    | CC:1/8 de finale     |                  |
| 2015-2016 | 1                | Division 1           | 5e               | 1/4 de finale    | CC:1/8 de finale     |                  |
| 2016-2017 | 1                | BeNe League          | 6e               | 1/8 de finale    | CC:Tour préliminaire |                  |
| 2016-2017 | 1                | Division 1           | 4e               | 1/8 de finale    | CC:Tour préliminaire |                  |
| 2017-2018 | 1                | BeNe League          | 7e               | Finale           | CC:1/8 de finale     |                  |
| 2017-2018 | 1                | Division 1           | 4e               | Finale           | CC:1/8 de finale     |                  |
| 2018-2019 | 1                | BeNe League          | 2e               | 1/2 finale       | CC:1/4 de finale     |                  |
| 2018-2019 | 1                | Division 1           | 2e               | 1/2 finale       | CC:1/4 de finale     |                  |
| 2019-2020 | 1                | BeNe League          | 4e               | Finale           | EHF:1er tour         |                  |
| 2019-2020 | 1                | Division 1           | Annulée          | Finale           | EHF:1er tour         |                  |
| 2020-2021 | 1                | BeNe League          | Annulée          | Finale           | -                    |                  |
| 2020-2021 | 1                | Division 1           | Annulée          | Finale           | -                    |                  |
| 2021-2022 | 1                | BeNe League          | 6e               | 1/8 de finale    | -                    |                  |
| 2021-2022 | 1                | Division 1           | 1er              | 1/8 de finale    | -                    |                  |
| 2022-2023 | 1                | BeNe League          | 5e               | 1/4 de finale    | EHF-EL: 3e tour      |                  |
| 2022-2023 | 1                | Division 1           | 4e               | 1/4 de finale    | EHF-EL: 3e tour      |                  |
| 2023-2024 | 1                | Bene League          | 1er              | 1er              | EHF-EL: 3e tour      |                  |
| 2023-2024 | 1                | Division 1           | 3e               | 1er              | EHF-EL: 3e tour      |                  |
| 2024-2025 | 1                | SuperHandball League | 2e               | 1/2 finale       | EHF-EL: 2e tour      |                  |
| 2024-2025 | 1                | Division 1           | 1er              | 1/2 finale       | EHF-EL: 2e tour      |                  |

.
1. ↑  Les compétitions sont annulées à cause de la Pandémie de la COVID-19.
2. ↑  La BeNe League à cause de la Pandémie de la COVID-19.
3. ↑  La finale du championnat a été annulée.

### Campagnes européennes
| HC Visé BM |                  |                   |                         |       |       |        |                           |
| Saison     | Compétition      | Tour              | Club                    | Aller | Total | Retour | Club                      |
| 2014-2015  | Coupe Challenge  | 1er tour          | Ruislip Eagles          | 22-42 | 37-81 | 15-39  | Visé                      |
| 2014-2015  | Coupe Challenge  | 1/8 de finale     | Visé                    | 30-32 | 56-67 | 26-35  | KS Azoty-Puławy           |
| 2015-2016  | Coupe Challenge  | 1er tour          | HK Lokomotiv Varna      | 28-36 | 48-71 | 20-35  | Visé                      |
| 2015-2016  | Coupe Challenge  | 2e tour           | RK Metaloplastika Šabac | 29-25 | 51-53 | 22-28' | Visé                      |
| 2015-2016  | Coupe Challenge  | 1/8 de finale     | HC Dukla Prague         | 38-27 | 68-60 | 30-33' | Visé                      |
| 2016-2017  | Coupe Challenge  | tour préliminaire | RK Sloga Pozega         | 26-21 | 50-47 | 24-26  | Visé                      |
| 2017-2018  | Coupe Challenge  | 1/16 de finale    | Visé                    | 38-31 | 79-63 | 41-32  | PGU Tiraspol              |
| 2017-2018  | Coupe Challenge  | 1/8 de finale     | AHC Potaissa Turda      | 44-24 | 68-53 | 24-29  | Visé                      |
| 2018-2019  | Coupe Challenge  | 1/16 de finale    | Visé                    | 33-21 | 71-47 | 38-26  | KH Kastrioti              |
| 2018-2019  | Coupe Challenge  | 1/8 de finale     | HC Macheka Moguilev     | 31-32 | 65-68 | 34-36  | Visé                      |
| 2018-2019  | Coupe Challenge  | 1/4 de finale     | Visé                    | 26-33 | 45-74 | 19-41  | HC Neva Saint-Pétersbourg |
| 2019-2020  | Coupe de l'EHF   | 1er tour          | Visé                    | 27-27 | 48-56 | 21-29  | FH Hafnarfjörður          |
| 2023-2024  | Coupe européenne | 2e tour           | Beykoz BSK              | 31-29 | 58-62 | 27-33  | Visé                      |
| 2023-2024  | Coupe européenne | 3e tour           | Visé                    | 27-31 | 58-68 | 31-37  | MRK Krka                  |

#### Clubs rencontrés
| - HC Macheka Moguilev - HK Lokomotiv Varna - FH Hafnarfjörður - KH Kastrioti - PGU Tiraspol - KS Azoty-Puławy - HC Dukla Prague | - AHC Potaissa Turda - Ruislip Eagles - HC Neva Saint-Pétersbourg - RK Metaloplastika Šabac - RK Sloga Pozega - ØIF Arendal - MRK Krka - Beykoz BSK |

## Identité

### Évolution du logo
|             |             |
| Ancien logo | Logo actuel |

### Noms
Le club a été nommé sous deux appellations différentes : 
- - Amicale Visé (????-????)
  - Handball Club Visé Basse-Meuse (????-)

#### Surnoms
- Les Oies : référence à la périphrase La Cité de l'Oie qui désigne la ville de Visé
- Le matricule 89 : Numéro de Matricule dressé par l'Union royale belge de handball.
- Les Visétois/Club visétois : référence aux habitants de Visé.
- Les Liégeois/Club liégeois : référence aux habitants de la Province de Liège, de l'Arrondissement administratif de Liège et de la ville de Liège.
- Les Principautaires/Club principautaire : référence à l'ancienne Principauté épiscopale de Liège.
- Les Mosans : référence au habitants se situant en bord de la Meuse.
- Les Bassis-Mosans/Club bassis-mosan : référence à la région de la Basse-Meuse, situé en aval de Liège.
- Les blanc et bleu : référence aux couleurs du club.
- HC BM : référence au nom du club.

### Couleurs

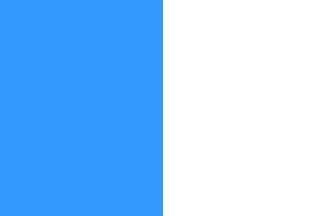
Drapeau de Visé.

Comme la plupart des autres clubs visétois (RCS Visé, Fémina Visé Handball, RRC Visé), le HC BM choisit pour couleurs le bleu et le blanc, soit les couleurs de Visé. 

## Personnalité liée au club
- Max Fortemps
- Thomas Cauwenberghs
- Sébastien Danesi
- Yves Vancosen

### Comité
- Président : Arthur Hoge
- Trésorier : Georges Rensonnet
- Secrétaire : Luc Pierre Maes

### Présidents
- Jean-Louis Thonus
- Tony Lejeune
- Arthur Hoge : depuis 2010

### Entraîneurs
- Davor Peric 2010-2014
- Pedrag Dosen 2014-2018
- Korneel Douven 2018-2022
- Thomas Cauwenberghs 2022-2025
- Pedrag Dosen 2025-

### Effectif
| N° | P   | Nom               | Date de naissance          | Taille | Sélection       | Au club depuis | Ancien club            |
| -- | --- | ----------------- | -------------------------- | ------ | --------------- | -------------- | ---------------------- |
| 16 | GB  | Nicholas Plessers | 16 février 1994 (29 ans)   | 1,98 m | Belgique        | 2021           | Initia Hasselt         |
| 21 | GB  | Corentin Delatte  | 25 février 2002 (20 ans)   | 1,90 m | -               | 2021           | Hubo Handbal           |
| 7  | ALG | Julien Devisch    | 14 janvier 1995 (28 ans)   | 1,85 m | Belgique        | 2023           | Hubo Handbal           |
| 29 | ALG | Jules Kieffer     | 20 septembre 2002 (20 ans) | 1,74 m | Belgique Junior | 2023           | EHC Tournai            |
| 4  | ALD | Pierre Brixhe     | 28 janvier 1998 (25 ans)   | 1,80 m | Belgique        | 2016           | Formé au club          |
| 5  | ALD | Pierre-Loup Maes  | 24 mars 2001 (21 ans)      | 1,76 m | Belgique junior | 2023           | Formé au club          |
| 24 | DC  | Victor Régnier    | 19 février 2001 (23 ans)   | 1,83 m | -               | 2024           | Handball Hazebrouck 71 |
| 14 | DC  | Martin Massat     | 14 mai 1998 (24 ans)       | 1,86 m | -               | 2015           | Formé au club          |
| 17 | DC  | Florent Bourget   | 12 juin 1998 (22 ans)      | 1,86 m | Pays-Bas        | 2023           | Olympiakos             |
| 18 | ARG | Camille Nguema    | 8 juillet 1998 (24 ans)    | 1,95 m | -               | 2021           | Cavigal Nice HB        |
| 99 | ARG | Hamza Hadzic      | 29 décembre 1996 (26 ans)  | 1,99 m | Belgique        | 2017           | RK Čelik Zenica        |
| 23 | ARD | Auguste Boyon     | 22 avril 2000 (22 ans)     | 1,99 m | Belgique        | 2021           | Cavigal Nice HB        |
| 59 | ARD | Vincent Bello     | 8 juillet 1996 (26 ans)    | 1,89 m | -               | 2018           | Istres PH              |
| 11 | PVT | Romain Destexhe   | 5 mai 1995 (27 ans)        | 1,82 m | -               | 2020           | HC Amay                |
| 22 | PVT | Yves Vancosen     | 22 mai 1991 (31 ans)       | 1,90 m | Belgique        | 2014           | Union Beynoise         |

### Staff technique
- Entraineur BNL :  Thomas Cauwenberghs
- Entraineur adjoint BNL :  Thierry Herbillon
- Entraineur gardien de but :  Jonathan Lupica
- Kiné BNL :  Michaël Meex
- Entraineur D2 & D1 LFH :  Olivier Leleux & François Huberty
- Coordinateur technique des entraineurs des jeunes : Jean-Philippe Dubuc
- Entraineur Cadets : François Huberty
- Entraineurs Minimes : Jean-Philippe Dubuc, François Huberty
- Entraineurs Préminimes : Jean-Philippe Dubuc et Monia Masrouki François Huberty
- Entraîneurs Poussins : Monia Masrouki et François Huberty